# Château de Fonlabour
Le château de Fonlabour est un château situé à Albi, dans le Tarn (France). Construit au XVIIIe siècle, il sert aujourd'hui de centre administratif au lycée agricole de Fonlabour. 

## Historique

### Origine
Le château de Fonlabour est certainement édifié au cours du XVIIIe siècle, avant de subir des aménagements de mauvaise qualité au XIXe siècle.[réf. souhaitée]
Situé à l'origine au centre d'un vaste domaine, il devient bientôt une école ménagère de jeunes filles, et accueille aussi un laboratoire pour le contrôle du lait.

### Lycée agricole
Dans la seconde moitié du XXe siècle, le domaine du château est progressivement occupé par un collège, tandis que le château lui-même accueille l'administration scolaire et un internat. Il est sauvé de la destruction vers 1970 par l'action du proviseur de l'époque, alors que le collège devient un lycée agricole et que de nombreux autres bâtiments scolaires sont bâtis. 
Aujourd'hui encore, le château et son domaine sont occupés par le lycée agricole de Fonlabour, qui possède une large exploitation, de nombreux bâtiments scolaires et un lac artificiel, creusé en 1975.

## Architecture
Le château de Fonlabour est situé à l'écart du lycée, au nord-est des bâtiments scolaires. Il se présente sous la forme d'un long bâtiment rectangulaire sur deux étages. Sa façade principale, au sud, est surmontée d'un attique. La travée centrale, parmi 13 travées, est ouverte par la porte d'entrée et surmontée d'un balcon de style néogothique. Elle est aussi percée d'un oculus au niveau du toit, et surplombée par un fronton circulaire. Les deux dernières travées à chaque extrémité sont encadrées par des pilastres à chapiteaux corinthiens au premier étage, et surmonté par des frontons triangulaires. 
La façade arrière est quant à elle flanquée d'une tour en demi-cercle en son centre, qui abrite un grand escalier. Les côtés de l'édifice sont ouverts par de larges oculus éclairant les combles.
L'ensemble est en brique, couvert d'un enduit blanc et à toitures en tuiles. L'intérieur possède encore quelques éléments originels de décoration, comme de vieux meubles et une cheminée à gypseries.